# Patrick White
Patrick Victor Martindale White (Knightsbridge (Londen), 28 mei 1912 - Sydney, 30 september 1990) was een Australisch schrijver die in 1973 de Nobelprijs voor Literatuur ontving "Voor een episch en psychologisch verhalende kunst die een nieuw continent geïntroduceerd heeft in de literatuur"

## Publicaties (Nederlandse vertalingen)
- Patrick White: De lotgevallen van een pionier. Vert. door Guido Golüke. Amsterdam, Atlas Contact, 2012. ISBN 978-90-450-1340-4
- Patrick White: Het verhaal van Theodora Goodman. Vert. door Guido Golüke. Amsterdam, Atlas, 2006. ISBN 90-450-1531-5
- Patrick White: Een krans van bladeren. Vert. door Guido Golüke. Amsterdam, Atlas, 2002. ISBN 90-450-0584-0
- Patrick White: Voss. Vert. door Guido Golüke. Amsterdam, Atlas, 2000. ISBN 90-450-0761-4 (1e druk: Amsterdam, De Arbeiderspers, 1982. ISBN 90-295-5736-2)
- Patrick White: De vivisector. Vertaald door Koos Schuur. Amsterdam, De Arbeiderspers, 1980. ISBN 90-295-5735-4

- Australian Dictionary of Biography: white-patrick-victor-14925
- Bibsys: 90088459
- Biblioteca Nacional de España: XX976349
- Bibliothèque nationale de France: cb11929132b (data)
- Catàleg d'autoritats de noms i títols de Catalunya: 981058514596706706
- CiNii: DA01674418
- Gemeinsame Normdatei: 118767607
- International Standard Name Identifier: 0000 0000 8120 171X
- Library of Congress Control Number: n79122650
- Nationale Bibliotheek van Letland: 000196455
- MusicBrainz: 8e84849a-f0c9-4262-a712-00dc9ead9f4c
- Bibliotheek van het Japanse parlement: 00460776
- Nationale Bibliotheek van Tsjechië: xx0003206
- Nationale bibliotheek van Australië: 35604496
- Nationale Bibliotheek van Israël: 987007269711305171
- Nationale Bibliotheek van Polen: a0000001199693
- Nationale en Universitaire bibliotheek Zagreb: 000096094
- Nederlandse Thesaurus van Auteursnamen: 068191200
- Istituto Centrale per il Catalogo Unico: RAVV009428
- LIBRIS: 218621
- SNAC: w69z94r6
- Système universitaire de documentation: 027196186
- Trove: 543123
- Virtual International Authority File: 41847966
- WorldCat: E39PBJbGQJyDRYpjtHxYtYM3wC

1901: Prudhomme ·
1902: Mommsen ·
1903: Bjørnson ·
1904: Mistral, Echegaray ·
1905: Sienkiewicz ·
1906: Carducci ·
1907: Kipling ·
1908: Eucken ·
1909: Lagerlöf ·
1910: Heyse ·
1911: Maeterlinck ·
1912: Hauptmann ·
1913: Tagore ·
1915: Rolland ·
1916: Heidenstam ·
1917: Gjellerup, Pontoppidan ·
1919: Spitteler ·
1920: Hamsun ·
1921: France ·
1922: Benavente ·
1923: Yeats ·
1924: Reymont ·
1925: Shaw ·
1926: Deledda ·
1927: Bergson ·
1928: Undset ·
1929: Mann ·
1930: Lewis ·
1931: Karlfeldt ·
1932: Galsworthy ·
1933: Boenin ·
1934: Pirandello ·
1936: O'Neill ·
1937: Gard ·
1938: Buck ·
1939: Sillanpää ·
1944: Jensen ·
1945: Mistral ·
1946: Hesse ·
1947: Gide ·
1948: Eliot ·
1949: Faulkner ·
1950: Russell ·
1951: Lagerkvist ·
1952: Mauriac ·
1953: Churchill ·
1954: Hemingway ·
1955: Laxness ·
1956: Jiménez ·
1957: Camus ·
1958: Pasternak ·
1959: Quasimodo ·
1960: Perse ·
1961: Andrić ·
1962: Steinbeck ·
1963: Seferis ·
1964: Sartre (geweigerd) ·
1965: Sjolochov ·
1966: Agnon, Sachs ·
1967: Asturias ·
1968: Kawabata ·
1969: Beckett ·
1970: Solzjenitsyn ·
1971: Neruda ·
1972: Böll ·
1973: White ·
1974: Johnson, Martinson ·
1975: Montale ·
1976: Bellow ·
1977: Aleixandre ·
1978: Singer ·
1979: Elýtis ·
1980: Miłosz ·
1981: Canetti ·
1982: García Márquez ·
1983: Golding ·
1984: Seifert ·
1985: Simon ·
1986: Soyinka ·
1987: Brodsky ·
1988: Mahfoez ·
1989: Cela ·
1990: Paz ·
1991: Gordimer ·
1992: Walcott ·
1993: Morrison ·
1994: Oë ·
1995: Heaney ·
1996: Szymborska ·
1997: Fo ·
1998: Saramago ·
1999: Grass ·
2000: Gao ·
2001: Naipaul ·
2002: Kertész ·
2003: Coetzee ·
2004: Jelinek ·
2005: Pinter ·
2006: Pamuk ·
2007: Lessing ·
2008: Le Clézio ·
2009: Müller ·
2010: Vargas Llosa ·
2011: Tranströmer ·
2012: Mo ·
2013: Munro ·
2014: Modiano ·
2015: Aleksijevitsj ·
2016: Dylan ·
2017: Ishiguro ·
2018: Tokarczuk ·
2019: Handke ·
2020: Glück ·
2021: Gurnah ·
2022: Ernaux ·
2023: Fosse ·
2024: Kang ·